# Over the Rainbow
Over the Rainbow, niekiedy „Somewhere Over the Rainbow” – klasyczna ballada skomponowana przez Harolda Arlena z tekstem Yipa Harburga do musicalu filmowego fantasy Czarnoksiężnik z Oz z 1939, w którym zaśpiewała ją, wówczas 17-letnia odtwórczyni głównej roli, Judy Garland.
Utwór został nagrodzony Oscarem w kategorii „Najlepsza piosenka oryginalna” (dla kompozytorów) i stał się sztandarową piosenką Garland. Wkrótce stała się ona również standardem muzyki rozrywkowej popowej oraz jazzowej zarówno w wersji wokalnej, jak i instrumentalnej. Znalazła się w repertuarze wokalistów i muzyków takich jak Barbra Streisand, Mariah Carey, Beyoncé, Ariana Grande, Céline Dion, Harry Styles, Jennifer Hudson, Aretha Franklin, Ray Charles, Frank Sinatra, Eric Clapton, Keith Jarrett, Les Paul, Jimmy Scott, Jo Stafford, Sarah Vaughan, Doris Day, grupę a capella Pentatonix i wielu innych artystów na całym świecie. Ogromną popularność zdobyły dwie wersje Israela „Iz” Kamakawiwoʻole. Polskie nagrania i wykonania to m.in. Kayah, Edyta Górniak i Czesław Niemen.

## Dziedzictwo kulturowe
W 1981 oryginalne nagranie Judy Garland wprowadzone zostało do Grammy Hall of Fame. W 2001 utwór uplasował się na pierwszym miejscu listy Piosenki XX wieku sporządzonej przez Recording Industry Association of America oraz National Endowment for the Arts. W 2004 zajął pierwsze miejsce w zestawieniu najlepszych amerykańskich piosenek filmowych stulecia 100 Years...100 Songs organizacji American Film Institute. W 2014 uhonorowany został przez Songwriters Hall of Fame nagrodą Towering Song dla autorów piosenek, które na przestrzeni lat miały unikalny wpływ na kulturę.
W 2017 piosenka w oryginalnym wykonaniu Garland wprowadzona została do amerykańskiego Narodowego Rejestru Nagrań w Bibliotece Kongresu jako utwór, która „wyróżnia się znaczeniem kulturalnym, historycznym lub artystycznym”.

### Błyskawiczna popularność w 1939
Balladę nagrała jako pierwsza po Garland, dwa miesiące później, piosenkarka Bea Wain w grudniu 1938 jednak wytwórnia MGM zablokowała jej singiel do czasu premiery filmu. W kilkanaście dni po premierze filmu, która miała miejsce 15 sierpnia 1939, kolejne wersje piosenki wspinały się na listach przebojów, a w połowie września cztery nagrania znajdowały się już w pierwszej dziesiątce:
- Glenn Miller z orkiestrą (wokalista Ray Eberle, #1)
- Bob Crosby z orkiestrą (wokalista Teddy Grace, #2)
- Judy Garland (z Victorem Young i jego orkiestrą, #5)
- Larry Clinton z orkiestrą (wokalistka Bea Wain, #10).

„Over the Rainbow” wraz z „White Christmas” Irvinga Berlina wybrane zostały przez amerykańskich żołnierzy w czasie II wojny światowej za symbol tęsknoty za ojczyzną. Piosenka stała się po latach także hymnem społeczności LGBT oraz inspiracją tęczowej flagi.

### Standard jazzowy
Utwór stał się szybko jednym ze standardów jazzowych. Nagrywali go Art Tatum, Ella Fitzgerald, Louis Armstrong czy Art Pepper, który wykonywał improwizacje solowe na saksofonie altowym. Innymi uznanymi wykonawcami byli m.in. Eric Clapton, Modern Jazz Quartet, Keith Jarrett czy Les Paul. W 1976 piosenkę interpretowali Sunny Murray, Byard Lancaster i David Murray (historyczne Wildflowers: The New York Loft Jazz Sessions z 1977).

## Historia piosenki
2x [Someday I’ll wish upon a star and wake up where the clouds are far behind me.
Where troubles melt like lemon drops high(/away) above the chimney tops,
That’s where you’ll find me.
Somewhere over the rainbow, bluebirds fly.
Birds fly over the(/that) rainbow; why (then), oh why can’t I?]
If happy little bluebirds fly beyond the rainbow,
Why, oh why can’t I?
Producent koordynator musicalu Czarnoksiężnik z Oz Arthur Freed chciał ballady, która rywalizować będzie z popularną wtedy piosenką filmową “Someday My Prince Will Come” z animowanego hitu Disneya Królewna Śnieżka i siedmiu krasnoludków z 1937 roku.
Yip Harburg, autor tekstu, chciał, by piosenka przedstawiała historię małej dziewczynki, która miała kłopoty i chciała uciec z Kansas – miejsca suchego, jałowego i bezbarwnego – i która nie widziała w swoim życiu niczego kolorowego poza tęczą. Melancholijna melodia Harolda Arlena wraz z jego tekstem przedstawiają pragnienie jej ucieczki z „beznadziejnego chaosu” tego świata do „jasnego, nowego świata ponad tęczą”, gdzie „problemy topnieją jak cytrynowe dropsy”.
Ballada została pierwotnie usunięta z filmu przez kierownictwo wytwórni MGM, które uważało, że spowalnia ona akcję jednak po wstawiennictwie m.in. Freeda została przywrócona. W sierpniu 1939 wydano jako singiel studyjną wersję piosenki. Wersja filmowa, nagrana przez Garland w październiku 1938, ukazała się dopiero w 1956, gdy wytwórnia wydała jego ścieżkę dźwiękową.
Zwrotka wstępu „When all the world is a hopeless jumble...” nie została wykorzystana w filmie, wykonywana jest przeważnie w adaptacjach teatralnych lub nagraniach niektórych piosenkarzy współczesnych. Mniej znana druga zwrotka „Someday I’ll wake and rub my eyes...” miała być wykorzystana w jednej ze scen, gdy bohaterka Dorotka zamknięta jest w pomieszczeniu w zamku czarownicy jednak w filmie powtarza ona tylko główną zwrotkę, zwrotka ta wykorzystywana jest czasami w adaptacjach teatralnych.

## Inne wykonania
Jako standard popowy i jazzowy ballada interpretowana była w zróżnicowanej stylistyce przez bardzo dużą ilość artystów. W bazie coverów i sampli Second Hand Songs zestawionych jest 1248 wersji (październik 2021). Niektóre wykonania, które osiągnęły większą rozpoznawalność i / lub sukces komercyjny:
- 1947: Frank Sinatra – album Songs by Sinatra
- 1952: Rosemary Clooney i Harry James – album Hollywood’s Best
- 1957: Art Pepper – albumy z 1957, 1978 oraz 1982
- 1960: The Demensions(inne języki) – wersja doo-wop (US Billboard Hot 100 #16)
- 1961: Tony Bennett – album Sings a String of Harold Arlen
- 1961: Ella Fitzgerald – album Ella Fitzgerald Sings the Harold Arlen Songbook
- 1963: Ray Charles – album Ingredients in a Recipe for Soul
- 1965: Billy Thorpe and the Aztecs(inne języki) – singiel (AUS #2)
- 1966: Labelle(inne języki) – album Over the Rainbow (album US R&B #20). Patti LaBelle nagrała później na swój album wersję solową, piosenka ta stała się jej sztandarowym utworem, który wykonywała na swoich koncertach w interpretacji inspirowanej muzyką gospel.
- 1969: Czesław Niemen – włoska wersja zatytułowana „Arcobaleno” na jego pierwszym singlu w tym kraju (obok „Io Senza Lei” – włoskiej wersji „Dziwny jest ten świat”)[11][12]
- 1978: Mireille Mathieu – album Alle Kinder dieser Erde
- 1978: Shirley Bassey – album Yesterdays
- 1980: Jerry Lee Lewis – singiel oraz album Killer Country
- 1980: Matchbox(inne języki) – medley z „You Belong to Me(inne języki)” (UK #15, DE #42)
- 1981: Willie Nelson – album Somewhere Over the Rainbow (US Billboard Country Albums #1)
- 1981: Phil Collins – album Face Value (szczyty list lub top 10 w wielu krajach na całym świecie). Pod koniec ostatniego utworu na płycie, „Tomorrow Never Knows”, piosenkarz śpiewa wybrane fragmenty tekstu (4:14 – 4:43). Collins mówił w wywiadach, że zazwyczaj rozgrzewał tą piosenką struny głosowe przed nagraniami i postanowił dodać ją jako ukryty żart.
- 1986: Rio Reiser(inne języki) – 27 lipca samodzielnie zamyka, grając na pianinie, piąty i największy z serii siedmiu koncertów Anti-WAAhnsinns-Festival(inne języki) w Burglengenfeld przeciw budowie zakładu utylizacji paliwa jądrowego w Wackersdorf[13]. Z widownią 100 tys. ludzi i udziałem gwiazd był to ówcześnie największy w historii koncert rockowy w Niemczech i został określony jako 'niemiecki Woodstock'[14]
- 1987: Barbra Streisand – album live One Voice (US #9, NZ #7 i inne)
- 1988: Harry Nilsson – album A Touch More Schmilsson in the Night (reedycja albumu A Little Touch of Schmilsson in the Night z 1973)
- 1989: Olivia Newton-John – album Warm and Tender
- 1992: Erasure wykonywało standard w trakcie całej swojej trasy koncertowej „The Phantasmagorical Entertainment”
- 1992: Eva Cassidy – album The Other Side (pośmiertnie album-kompilacja Songbird z 1998 UK #1 i wysoko na niektórych światowych listach) (pośmiertnie singiel w 1999: IRE #27, UK #42). Nagranie to wybrane zostało przez BBC do kompilacji Songs of the Century (1999)
- 1993: Israel „Iz” Kamakawiwoʻole – medley w wersji akustycznej z wykorzystaniem ukulele z piosenką „What a Wonderful World” Louisa Armstronga w najlepiej sprzedającym się w historii albumie jakiegokolwiek hawajskiego artysty Facing the Future (singiel pośmiertnie w 2007: UK #46) (singiel pośmiertnie 2010-11: FR #1, DE #1, AT #4, CH #3, ES #10, LU #1). Ta wersja została nagrana przez artystę w 1988 w jednej próbie[15]. Piosenka znajdowała się przez 340 tygodni (luty 2021) na pierwszym miejscu zestawienia US Billboard World Digital Songs(inne języki) co jest rekordem wszystkich list muzycznych tej organizacji. To właśnie ta wersja standardu jest bardzo często licencjonowana na potrzeby filmów, seriali i reklam oraz była także coverowana np. przez Cliffa Richarda. Z kolei jego samodzielna wersja ballady w pośmiertnym teledysku z 2010 obejrzana został przez widzów ponad miliard razy
- 1994: Marusha – singiel (DE #3, AT #13, CH #2)

- 1995: Jewel – koncert / musical telewizyjny The Wizard of Oz in Concert: Dreams Come True

- 1995: Keith Jarret – album live La Scala
- 1996: Tori Amos – EP Hey Jupiter
- 1998: Mariah Carey – wykonała medley „If Only You Knew(inne języki)” z „Over The Rainbow” w hołdzie dla Patti LaBelle w trakcie gali nagród magazynu Essence(inne języki)
- 1999: Me First and the Gimme Gimmes(inne języki) – album Are a Drag
- 2000: Cosmic Gate – singiel (DE #29, CH #82)
- 2001: Cliff Richard – singiel z albumu Wanted – wykorzystał wersję Kamakawiwoʻole (UK #11)
- 2002: Eric Clapton – album live One More Car, One More Rider (JPN #12 i inne)
- 2003: Rita Lee(inne języki) – album Balacobaco(inne języki) sprzedał się w ilości 550 tys. sztuk[16]
- 2005: Katherine Jenkins – album Living a Dream (UK #4, UK Classical #1 i inne)
- 2005: Kylie Minogue – digital-only live singiel z jej trasy koncertowej Showgirl: The Greatest Hits Tour
- 2006: James Last – program koncertowy 2006 i 2007
- 2006: Leona Lewis – w ramach programu talent show The X Factor
- 2007: Beyoncé – koncert „Live at Movies Rock”
- 2007: Rufus Wainwright – album live Rufus Does Judy at Carnegie Hall – zapis koncertu z Carnegie Hall (2006) będącego hołdem dla ikonicznego[17] koncertu Garland z 1961
- 2009: Melody Gardot – album My One and Only Thrill (listy na całym świecie)
- 2010: Jacky Cheung – koncert i album Private Corner Mini Concert
- 2010: Jeff Beck – album Emotion & Commotion (listy w USA oraz europejskie)
- 2012: The Piano Guys(inne języki) – ich instrumentalny cover i teledysk został obejrzany przez widzów ponad 52 mln razy
- 2013: Helge Schneider – album Sommer, Sonne, Kaktus! (DE #1, AT #12, CH #66)
- 2014: Pink – wykonała piosenkę na 86. gali Oscarów
- 2015: Josh Groban – album musicalowy Stages (album US, AUS, CAN, IRE: #2; NZ, UK #1; NLD #5 i inne)
- 2015: Joey Alexander – album My Favorite Things ówcześnie 11-letniego pianisty jazzowego (US Billboard Jazz Albums #1)
- 2015: Włodek Pawlik & Kayah – koncert i album-kompilacja 25 Lat RMF FM
- 2016: Katy Perry – zaśpiewała piosenkę w trakcie gali charytatywnej dla szpitala dziecięcego[18]
- 2017: Pentatonix – EP PTX, Vol. IV: Classics w wersji a capella (mini-album US #4, CAN #8, AUS #10 i inne)
- 2017: Ariana Grande zamyka swoim emocjonalnym wykonaniem ballady koncert charytatywny One Love Manchester dwa tygodnie po tragicznym zamachu terrorystycznym na terenie Manchester Arena[19]. Nagranie tego wykonania zostało następnie wydane przez piosenkarkę jako singiel charytatywny[20] a piosenka dodana do setlisty jej trasy koncertowej Dangerous Woman Tour.
- 2021: Harry Styles – wykonał piosenkę podczas "Harryween - Night One"– pierwszego z dwóch specjalnych koncertów halloweenowych na terenie Madison Square Garden

## Użytek komercyjny
Ballada wraz z większością innych piosenek ze ścieżki dźwiękowej filmu pojawia się w teatralnych adaptacjach powieści Czarnoksiężnik z Krainy Oz.
Utwór pojawia się także w licznych filmach, serialach czy reklamach, w tym:
- 1993: film Bezsenność w Seattle Nory Ephron wykorzystuje wersję Harry’ego Nilssona
- 1997: film Kontakt Roberta Zemeckisa
- 1997: film Selena Gregory Nava
- 1998: film Joe Black Martina Bresta wykorzystuje wersję Israela Kamakawiwoʻole
- 1998: film Masz wiadomość Nory Ephron wykorzystuje wersję Nilssona
- 2000: film Szukając siebie Gusa Van Santa wykorzystuje wersję Kamakawiwoʻole
- 2001: film K-PAX Iaina Softleya wykorzystuje wersję Kamakawiwoʻole
- 2002: serial Ostry dyżur – w 21 odcinku 8 sezonu pt. Na plaży w scenie śmierci jednego z głównych bohaterów Marka Greene’a wykorzystano wersję Kamakawiwoʻole
- 2003: serial-telenowela Chocolate com Pimenta(inne języki) – wykonanie Luizzy Possi(inne języki)
- 2004: film 50 pierwszych randek Petera Segala wykorzystuje wersję Kamakawiwoʻole
- 2005: film King Kong Petera Jacksona
- 2006: serial Hoży doktorzy – w 7 odcinku 5 sezonu pt. My Way Home wykorzystano wersję Kamakawiwoʻole a cały odcinek był hołdem dla oryginalnego filmu z 1939
- 2007: film Romantic Princess(inne języki) (Gong Zhu Xiao Mei) Lin He Longa, śpiewa Angela Zhang
- 2007: film Fred Claus, brat świętego Mikołaja Davida Dobkina wykorzystuje wersję Kamakawiwoʻole
- 2008: film Obywatel Milk Gusa Van Santa
- 2008: film Australia Baza Luhrmanna
- 2009: film 9 Shane’a Ackera
- 2010: film Happy, happy Anne Sewitsky
- 2010: serial Glee – w finale pierwszego sezonu (22 odcinek Podróż) obsada zaśpiewała wersję Kamakawiwoʻole. Także ścieżka dźwiękowa / EP: Glee: The Music, Journey to Regionals (szczyty list US, CAN, UK, IRE, AUS)
- 2011: film Tom i Jerry: Czarnoksiężnik z krainy Oz Spike’a Brandta i Tony’ego Cervone’a
- 2011: film Listy do M. Mitji Okorna wykorzystuje wersję Kamakawiwoʻole
- 2011: serial-telenowela Morde & Assopra(inne języki)
- 2014: film Rodzinne rewolucje Franka Coraci
- 2014: serial-telenowela Império(inne języki) – piosenkę wersji międzynarodowej wykonali Michael Bolton i Paula Fernandes
- 2016: film Camping 3(inne języki) Fabiena Onteniente
- 2018: melodramat muzyczny Narodziny gwiazdy Bradleya Coopera – w krótkiej formie jednej zwrotki. Także na ścieżce dźwiękowej filmu (42 sek.) (szczyty list na całym świecie)
- 2019: dramat biograficzny Judy – ścieżka dźwiękowa filmu zawiera 12 najpopularniejszych piosenek Garland wykonywanych głównie przez Renée Zellweger (oraz duety z Sam Smith i Rufus Wainwright)